# جون ماكليود
جون ماكليود (بالإنجليزية: John MacLeod)‏ هو سياسي بريطاني، ولد في 1863. في الانتخابات الفرعية في مجلس العموم البريطاني ‏، انتخب عضو برلمان المملكة المتحدة الـ25 عن دائرة Sutherland (UK Parliament constituency) ‏ (26 أكتوبر 1894 – 8 يوليو 1895) وفي الانتخابات العمومية البريطانية 1895 ‏، انتخب عضو برلمان المملكة المتحدة الـ26 عن دائرة Sutherland (UK Parliament constituency) ‏ (13 يوليو 1895 – ).